# Објекат (реченични члан)
Објекат је један од зависних реченичних чланова, то је допуна глаголу. Облик у којем ће стајати објекат зависи од глагола који се допуњава. Објекат може бити прави (ближи) и неправи (даљи).

## Исказивање објекта
Објекат може бити исказан:
- речју

Марко једе кекс.
- синтагмом

Марко једе кифлу са џемом.
- зависном реченицом

Марко је рекао да ће доћи.

## Прави објекат
Прави објекат допуњује прелазне глаголе и стоји у акузативу без предлога.
Узми колаче.
Мајка пева песму.
Прави објекат може бити и:
- партитиван (стоји у партитивном генитиву који је синониман са акузативом без предлога)

Донеси млека/млеко.
- одрични прави објекат

Није рекао ни речи/реч.

## Неправи објекат
Неправи објекат је допуна непрелазним глаголима и може стајати у генитиву, дативу, акузативу са предлогом, инструменталу или локативу.
Тања се обрадовала поклону.
Миона се навикла на терет.
Обратила се Тањи.
Објекат никада не стоји у номинативу и вокативу.